# The Judds Reunion Live
The Judds Reunion Live è il secondo album dal vivo del gruppo musicale statunitense The Judds, pubblicato il 9 maggio 2000 dalle etichette discografiche Curb Records e Mercury Records.

## Tracce
CD 1
1. The Judds – Love Can Build a Bridge – 7:50 (John Barlow Jarvis, Naomi Judd, Paul Overstreet)
2. The Judds – Girls' Night Out – 3:08 (Jeffrey Bullock, Brent Maher)
3. The Judds – Rockin' with the Rhythm of the Rain – 3:10 (Brent Maher, Don Schlitz)
4. The Judds – Have Mercy – 4:19 (Paul Kennerley)
5. The Judds – Love Is Alive – 4:21 (Kent Robbins)
6. The Judds – Turn It Loose – 3:40 (Craig Bickhardt, Brent Maher, Don Schlitz)
7. Wynonna Judd – She Is His Only Need – 4:50 (Dave Loggins)
8. Wynonna Judd – I Saw the Light – 4:07 (Lisa Angelle, Andrew Gold)
9. Wynonna Judd – My Strongest Weakness – 4:48 (Naomi Judd, Mike Reid)
10. The Judds – Give a Little Love – 4:14 (Paul Kennerley)
11. The Judds – River of Time – 4:25 (Barlow Jarvis, Naomi Judd)
12. The Judds – I Know Where I'm Going – 3:53 (Craig Bickhardt, Brent Maher, Don Schlitz)

CD 2
1. Wynonna Judd – The Wyld Unknown – 4:00 (Cliff Downs, David Pack)
2. Wynonna Judd – Rock Bottom – 3:21 (James B. Cobb Jr., Buddy Buie)
3. Wynonna Judd – Can't Nobody Love You (Like I Do) – 3:40 (Danny Orton)
4. Wynonna Judd – Tuff Enuff – 5:25 (Kim Wilson)
5. Wynonna Judd – Come Some Rainy Day – 3:51 (Billy Kirsch, Bat McGrath)
6. The Judds – Had a Dream (For the Heart) – 3:29 (Dennis Linde)
7. The Judds – Mama He's Crazy – 4:02 (Kenny O'Dell)
8. The Judds – Grandpa (Tell Me 'Bout the Good Old Days) – 5:36 (Jamie O'Hara)
9. The Judds – Why Not Me – 3:55 (Harlan Howard, Brent Maher, Sonny Throckmorton)
10. The Judds – Auld Lang Syne – 4:16 (Tradizionale, Robert Burns)
11. The Judds – Freedom – 8:09 (Laythan Armor, Bunny Hull)

## Classifiche
| Classifica (2000) | Posizione massima |
| ----------------- | ----------------- |
| Stati Uniti       | 107               |